# Theo Bos (Radsportler)

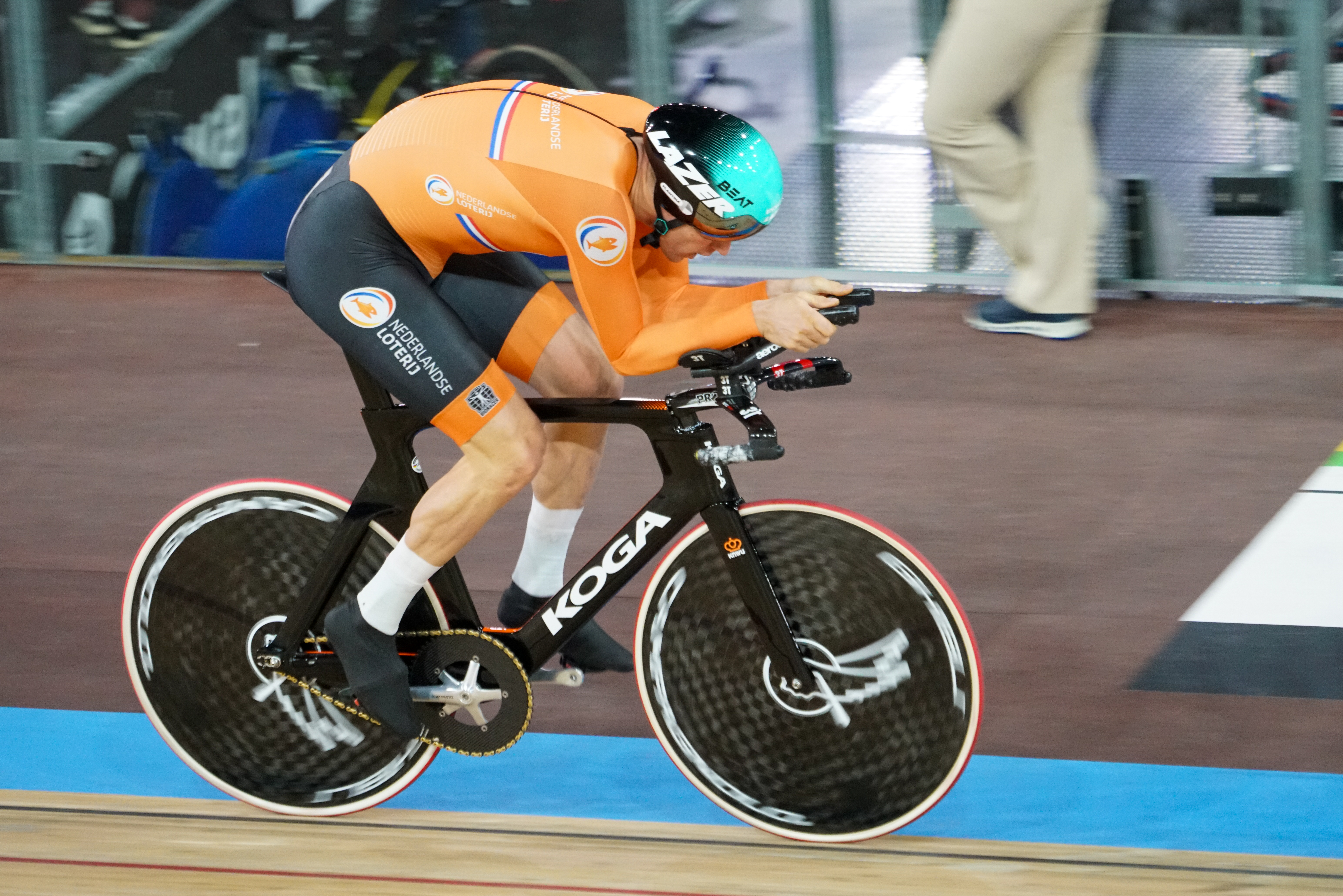
Bos im 1000-Meter-Zeitfahren der WM 2020 in Berlin

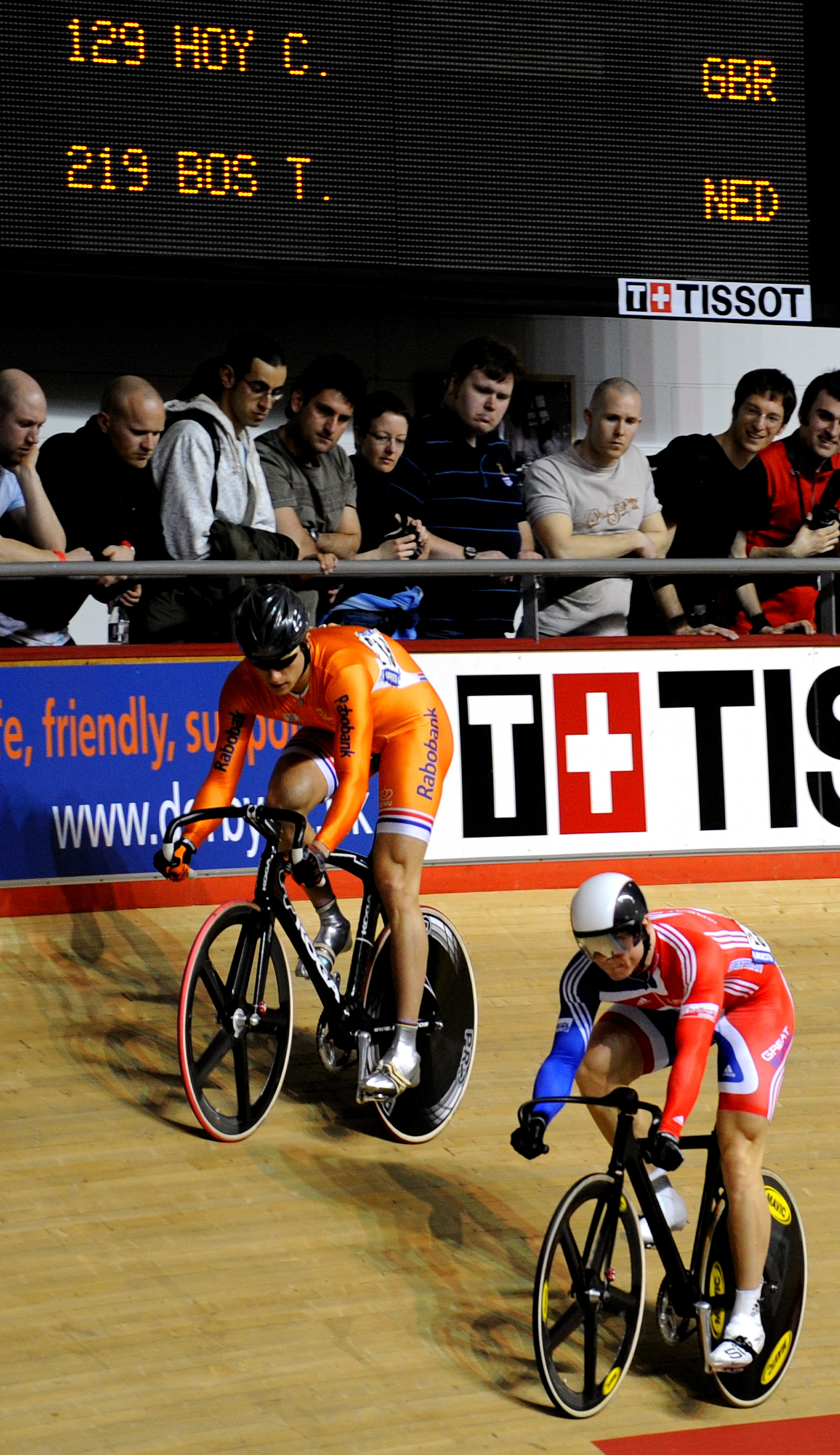
Theo Bos (l.) und Chris Hoy bei den UCI-Bahn-Weltmeisterschaften 2008 in Manchester

Theo Bos (* 22. August 1983 in Egmond aan de Hoef) ist ein niederländischer Radsporttrainer und ehemaliger Radrennfahrer. Er wurde fünfmal Weltmeister in verschiedenen Bahndisziplinen, was keinem Niederländer zuvor gelang.

## Sportliche Laufbahn
Bos wurde 2004 bei den Bahn-Radweltmeisterschaften in Melbourne Weltmeister im Sprint. Im 1000-m-Zeitfahren gewann er die Bronzemedaille. Im August 2004 nahm Bos an den Olympischen Spielen in Athen teil. Dort gewann er im Sprint hinter dem Australier Ryan Bayley die Silbermedaille. 2005 wurde er Weltmeister im 1000-m-Zeitfahren, 2006 im Sprint und Keirin sowie 2007 nochmals im Sprint. Damit ist er der erfolgreichste Bahnradsportler der Niederlande bisher.
Zur Saison 2009 wechselte Bos von der Bahn auf die Straße und fuhr für das Rabobank Continental Team, das er gegen Ende der Saison jedoch wieder verließ, um zum Cervélo TestTeam zu wechseln. Auf der Schlussetappe der Türkei-Rundfahrt am 19. April 2009 brachte Theo Bos den südafrikanischen Radsportkollegen Daryl Impey und sich selbst in der Spurtvorbereitung zu Fall. Impey erlitt einen Wirbelbruch, verlor mehrere Zähne und trug tiefe Schnittwunden im Gesicht davon. Bos wurde daraufhin von der UCI wegen Unsportlichkeit disqualifiziert und erhielt zunächst eine Geldstrafe. Im Juli 2009 wurde zudem eine einmonatige Sperre ab 15. August gegen ihn ausgesprochen.
Bei den UCI-Bahn-Weltmeisterschaften 2011 im niederländischen Apeldoorn errang Bos Bronze im Zweier-Mannschaftsfahren, gemeinsam mit Peter Schep. Eine angepeilte Teilnahme an den Olympischen Spielen 2012 in London scheiterte daran, dass er sich im November 2011 einer Operation unterziehen musste, was ihn daran hinderte, an den notwendigen Qualifikationswettbewerben teilzunehmen. 2013 trat Theo Bos mit seinem elf Jahre jüngeren Neffen Maikel bei den niederländischen Bahnmeisterschaften im Zweier-Mannschaftsfahren an; das Duo belegte Platz zehn.
Im August 2014 kündigte Bos an, wieder bei Rennen auf der Bahn anzutreten, um sich für die Olympischen Spiele 2016 in Rio de Janeiro zu qualifizieren. Er denke darüber nach, seine sportliche Karriere auf der Bahn zu beenden. Bei seinem Comeback bei den niederländischen Bahnmeisterschaften 2015 in Alkmaar wurde er nationaler Meister im 1000-Meter-Zeitfahren und im Sprint.
2016 wurde Theo Bos für die Teilnahme an den Olympischen Spielen in Rio de Janeiro nominiert. Im Teamsprint belegte er gemeinsam mit Jeffrey Hoogland und Nils van ’t Hoenderdaal Platz sechs. Im Sprint schied er nach der Qualifikation aus und im Keirin nach der ersten Runde. Nachdem Bos im November 2016 noch keinen neuen Vertrag bei einem Straßenteam für das folgende Jahr hatte, beschloss er, ganz auf die Bahn zurückzukehren und im Omnium zu starten. Bei den UCI-Bahn-Weltmeisterschaften 2018 in Apeldoorn errang er die Bronzemedaille im 1000-Meter-Zeitfahren. Im Jahr darauf gewann er den Keirin-Wettbewerb beim Lauf des Bahnrad-Weltcup 2018/19 in Hongkong. Bei den Welt- und bei den Europameisterschaften errang er jeweils Silber im 1000-Meter-Zeitfahren.

## Berufliches
2021 beendete Bos seine aktive Laufbahn als Radsportler. Im November des Jahres wurde bekannt, dass er das Bahnnationalteam Chinas als Trainer übernimmt, um die Fahrerinnen und Fahrer auf die Olympischen Spiele 2024 in Paris vorzubereiten.

## Privates
Theo Bos ist der Bruder des niederländischen Eisschnellläufers und Radrennfahrers Jan Bos. Er lebt zusammen mit der Radsportlerin Adrie Visser (* 1983) in Wieringerwerf.

## Erfolge

### Bahn
2001
- Junioren-Weltmeister – 1000-Meter-Zeitfahren

2002
- U23-Europameister – Keirin
- U23-Europameisterschaft – 1000-Meter-Zeitfahren, Sprint
- Niederländischer Meister – Sprint, Keirin

2003
- U23-Europameister – 1000-Meter-Zeitfahren, Sprint
- U23-Europameisterschaft – Keirin
- Niederländischer Meister – Sprint, Keirin, 1000-Meter-Zeitfahren

2004
- Weltmeister – Sprint
- Olympische Spiele 2004 – Sprint
- – Sprint, Keirin

2005
- Weltmeister – 1000-Meter-Zeitfahren
- Weltmeisterschaft – Teamsprint (mit Teun Mulder und Tim Veldt)

2006
- Weltmeister – Sprint, Sprint
- – Sprint, Keirin

2007
- Weltmeister – Sprint
- Weltmeisterschaft – Keirin
- – Sprint, Keirin

2008
- Europameister – Sprint-Omnium

2015
- Niederländischer Meister – Sprint, 1000-Meter-Zeitfahren

2016
- Weltmeisterschaft – 1000-Meter-Zeitfahren

2018
- Weltmeisterschaft – 1000-Meter-Zeitfahren
- Weltcup in Minsk – Teamsprint (mit Matthijs Büchli und Roy van den Berg)

2019
- Bahnrad-Weltcup in Hongkong – Keirin
- Weltmeisterschaft – 1000-Meter-Zeitfahren
- Europameisterschaft – 1000-Meter-Zeitfahren
- – 1000-Meter-Zeitfahren

### Straße
2009
- Ronde van Noord-Holland
- Omloop der Kempen

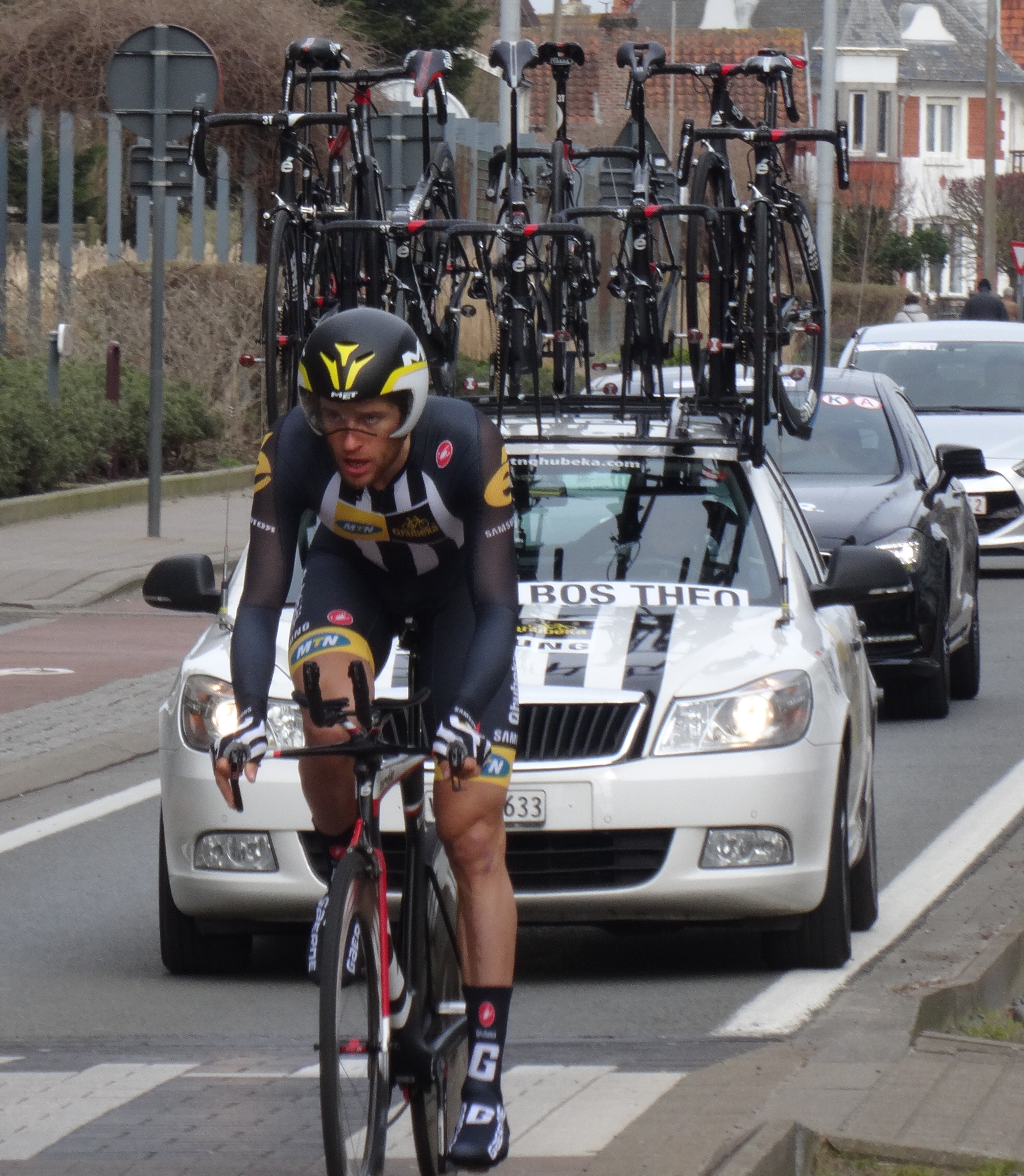
Theo Bos bei den Driedaagse van West-Vlaanderen 2015

- drei Etappen und Mannschaftszeitfahren Olympia’s Tour

2010
- Clásica de Almería
- eine Etappe Vuelta a Murcia
- zwei Etappen Vuelta a Castilla y León

2011
- zwei Etappen Tour of Oman
- Tour de Rijke
- eine Etappe Post Danmark Rundt
- Dutch Food Valley Classic

2012
- Dwars door Drenthe
- zwei Etappen Presidential Cycling Tour of Turkey
- eine Etappe Eneco Tour
- Dutch Food Valley Classic
- eine Etappe World Ports Classic
- Memorial Rik Van Steenbergen

2013
- eine Etappe Volta ao Algarve
- zwei Etappen Tour de Langkawi
- eine Etappe Critérium International
- eine Etappe Tour of Norway
- eine Etappe Ster ZLM Toer
- sechs Etappen Tour of Hainan

2014
- vier Etappen Tour de Langkawi
- Gesamtwertung World Ports Classic
- Ronde van Zeeland Seaports
- eine Etappe Tour de Pologne
- eine Etappe Tour of Alberta
- eine Etappe Tour de l’Eurométropole